# Bracon pulchellus
Bracon pulchellus är en stekelart som beskrevs av Gaspard Auguste Brullé 1846. Bracon pulchellus ingår i släktet Bracon och familjen bracksteklar. Inga underarter finns listade.